# Rod Strachan
	Rodney (Rod) Strachan (Santa Monica (Californië), 16 oktober 1955) is een Amerikaans zwemmer.

## Biografie
Tijdens de Olympische Zomerspelen van 1976 won Strachan de gouden medaille op de 400m wisselslag in een wereldrecord.

## Internationale toernooien
| Jaar | Olympische Spelen | Wereldkampioenschappen |
| ---- | ----------------- | ---------------------- |
| 1973 |                   | 400m wisselslag        |
| 1974 |                   |                        |
| 1975 |                   |                        |
| 1976 | 400m wisselslag   |                        |

1964: Dick Roth ·
1968: Charles Hickcox ·
1972: Gunnar Larsson ·
1976: Rod Strachan ·
1980: Oleksandr Sydorenko ·
1984: Alex Baumann ·
1988: Tamás Darnyi ·
1992: Tamás Darnyi ·
1996: Tom Dolan ·
2000: Tom Dolan ·
2004: Michael Phelps ·
2008: Michael Phelps ·
2012: Ryan Lochte ·
2016: Kosuke Hagino ·
2020: Chase Kalisz ·
2024: Léon Marchand